# Zatrephes amoena
Zatrephes amoena är en fjärilsart som beskrevs av Paul Dognin 1924. Zatrephes amoena ingår i släktet Zatrephes och familjen björnspinnare. Inga underarter finns listade i Catalogue of Life.